# Древицер-Зе
Древицер-Зе (нем. Drewitzer See) — озеро в южной части земли Мекленбург-Передняя Померания около общины Альт-Шверин, Германия.
Площадь зеркала — 6,92 км², водная поверхность расположена на высоте 62 м над уровнем моря. Длина озера — 4,6 км, ширина от 200 м до 2 км. Находится озеро на территории Мекленбургского поозёрья по соседству с Плауэр-Зе.
Озеро было образовано при таянии ледника. Сток озеро подземный, притоки — подземные источники и мелкие ручьи. Почвы у озера болотистые, берега пологие, поросшие травой и лесом.
На берегу расположен охотничий домик, построенный для Эриха Хонеккера в 1984 году. После реконструкции 1998 года в нём располагается небольшая гостиница. К западу от озера проходит автомагистраль A19.